# کورتلند (ویرجینیای غربی)
کورتلند (به انگلیسی: Cortland) یک منطقهٔ مسکونی در ایالات متحده آمریکا است که در شهرستان توکر، ویرجینیای غربی واقع شده‌است.